# ソフィー・ファン・オラニエ＝ナッサウ
ソフィー・ファン・オラニエ＝ナッサウ（Sophie van Oranje-Nassau, 1824年4月8日 - 1897年3月23日）は、オランダの王族。オランダ王ウィレム2世の長女で、ザクセン＝ヴァイマル＝アイゼナハ大公カール・アレクサンダーの妃となった。
ドイツ語名はゾフィー・フォン・オラーニエン＝ナッサウ（Sophie von Oranien-Nassau）。

## 生涯
ソフィーは1824年4月8日、オラニエ公ウィレム（後のオランダ王ウィレム2世）とその妃であったロシア皇帝パーヴェル1世の皇女アンナの間に第5子としてハーグで生まれた。全名はウィルヘルミナ・マリー・ソフィー・ルイーゼ（Wilhelmina Marie Sophie Louise）。スーストダイク宮殿（ユトレヒト州バールン）で育てられた。

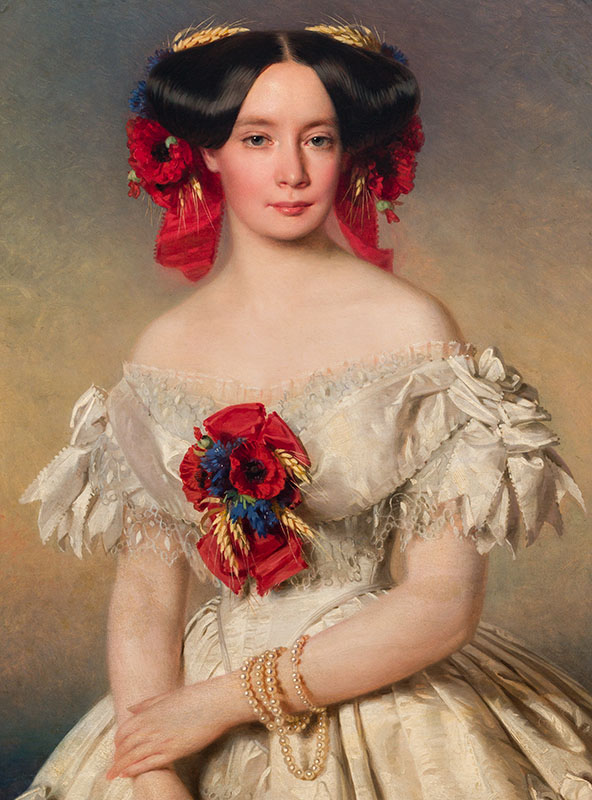
ザクセン＝ヴァイマル＝アイゼナハ大公妃ゾフィー（リヒャルト・ラウヘルト画、1855年）

夫となるカール・アレクサンダーとは、ソフィーが病の治療のために母とともに訪れたヴァイマルで初めて会った。その後彼がオランダに旅行していたときに再会して恋に落ち、2人は1842年10月2日にハーグのクネウテルディク宮殿（Paleis Kneuterdijk）で結婚した。1853年にカール・アウグストが父の死去によって即位するとソフィーは大公妃となった。
1892年10月、ソフィーとカール・アレクサンダー夫妻は金婚式を記念して盛大な祝宴を開いた。この時オランダから王太后エンマと共に列席した女王ウィルヘルミナは、後に王配となるメクレンブルク＝シュヴェリーン大公子ハインリヒ（ソフィーの三女エリーザベトの夫であるヨハン・アルブレヒトの異母弟）と初めて会っている。
1897年3月23日、ソフィーはヴァイマルで死去した。1924年10月8日には彼女の生誕100年を記念する式典が孫（ザクセン＝ヴァイマル＝アイゼナハ大公ヴィルヘルム・エルンスト）と娘（ザクセン＝ヴァイマル＝アイゼナハ大公女マリー）によって催された。
ウィルヘルミナは弟も妹もおらず、当時未婚であったため、叔母のソフィーは没するまで王位継承権第1位であり、ソフィーが没した後は1909年にユリアナが生まれるまでヴィルヘルム・エルンストがオランダ王位継承権第1位であった。ただし、オランダ憲法はオランダ王がルクセンブルク大公以外の君主位を兼ねることを認めていなかったので、もしウィルヘルミナが嗣子なく没した場合、彼はザクセン＝ヴァイマル＝アイゼナハ大公位とオランダ王位のどちらかを選ぶ必要があった。

## 子女
- カール・アウグスト・ヴィルヘルム・ニコラウス・アレクサンダー・ミヒャエル・ベルンハルト・ハインリヒ・フリードリヒ・シュテファン （1844年 - 1894年）- ザクセン＝ヴァイマル＝アイゼナハ大公世子
- マリー・アンナ・アレクサンドリーネ・ゾフィー・アウグステ・ヘレーネ （1849年 - 1922年）- ロイス＝ケストリッツ侯子ハインリヒ7世妃
- マリア・アンナ・ゾフィア・エリーザベト・ベルンハルディーネ・イーダ・アウグステ・ヘレーネ （1851年 - 1859年）
- エリーザベト・シッビーレ・マリー・ドロテア・ルイーゼ・アンネ・アマーリエ （1854年 - 1908年）- メクレンブルク＝シュヴェリーン大公子ヨハン・アルブレヒト妃